# Sarátov (1765)
Sarátov (en ruso: Саратов, romanizado: Saratov) fue un navío de línea («acorazado de vela», en ruso: линейный корабль, según la denominación imperial rusa) de la Flota del Báltico de la Armada Imperial Rusa, uno de los barcos de la clase Gloria de Rusia, participante en la primera expedición al Archipiélago durante la guerra ruso-otomana, incluidas las batallas de Quíos y Česhme.

## Diseño
El Sarátov es considerado uno de los máximos exponentes de la clase Gloria de Rusia, la serie de navíos de línea más numerosa y una de las más exitosas de la Armada Imperial Rusa. Los barcos de esta serie se construyeron entre 1733 y 1774 en los astilleros de San Petersburgo y Arcángel. Participaron en todos los viajes y operaciones militares de la flota rusa entre 1734 y 1790. Dentro de la serie se construyeron un total de 58 buques. Todos los barcos de la serie tenían una alta navegabilidad, buena maniobrabilidad y estabilidad.
El desplazamiento del barco era de 1.200 toneladas, la eslora, según información de diversas fuentes, fue de 46,5 a 47,4 m, la manga de 12,3 a 12,65 m y el calado es de 5,4 a 5,48 m. El barco estaba armado con 66 cañones de veinticuatro, doce y seis libras. Contaba con una tripulación de 600 personas. La velocidad del barco con viento fresco podría alcanzar los ocho nudos.

## Historial de servicio
El Sarátov fue botado en el astillero de Solombala 20 de agostojul./ 31 de agosto de 1762greg. y después del lanzamiento 30 de abriljul./ 11 de mayo de 1765greg., pasó a formar parte de la Flota rusa del Báltico. La construcción estuvo a cargo del carpintero naval В. А. Селянинов.
De julio a octubre de 1765 hizo el tránsito de Arcángel a Kronstadt. En el verano de 1768, formó parte de un escuadrón que realizó viajes prácticos por el golfo de Finlandia y el mar Báltico, y pasó el invierno en Reval.
Participó en la guerra ruso-turca de 1768-1774. En julio de 1769, fue asignado a participar en la expedición del Archipiélago de Alekséi Orlov y posteriormente fue incluido en el Segundo Escuadrón del Archipiélago del Contralmirante D. Elphinstone. El 9 de octubrejul./ 20 de octubre de 1769greg. los barcos de la escuadra abandonaron Kronstadt y se dirigieron al mar Mediterráneo. Siguiendo la ruta Copenhague-Canal de la Mancha-Portsmouth-Finisterre-Gibraltar-Malta. El 11 de mayojul./ 22 de mayo de 1770greg., el escuadrón llegó a la bahía de Kolokitha (Creta), donde las tropas embarcadas desde Rusia fueron desembarcadas en el puerto de Rétino, y al día siguiente los barcos del escuadrón nuevamente se hicieron a la mar en busca de barcos enemigos. El 16 de mayojul./ 27 de mayo de 1770greg. cerca del golfo de La Spezia, fue descubierta y atacada una escuadra turca que, bajo la presión de los barcos rusos, se vio obligada a retirarse bajo la protección de las baterías de la fortaleza de Napoli di Romagna en el golfo de Nauplia. Sin embargo, al día siguiente 17 de mayojul./ 28 de mayo de 1770greg., barcos rusos atacaron esta escuadra. El 22 de mayojul./ 2 de junio de 1770greg., los escuadrones del archipiélago dirigidos por John Elphinstone y Grigori Spiridov unieron fuerzas, así como el Sarátov, como parte del escuadrón combinado, para salir en busca del grueso de la flota otomana. El 30 de mayojul./ 10 de junio de 1770greg. se avistaron barcos de la flota otomana, los barcos Sarátov y Noli me tangere (Не тронь меня), acercándose a ellos, abrieron fuego de artillería, pero los barcos turcos lograron evitar la persecución y escapar.
Durante la batalla de Quíos del 25 de mayojul./ 5 de junio de 1770greg., el Sarátov estaba en la retaguardia, en la madrugada del 27 de mayojul./ 7 de junio de 1770greg., un destacamento de barcos, entre los que se encontraba el Sarátov, se acercó a la bahía de Česhme y, posicionado según la disposición, abrió fuego de artillería contra los barcos enemigos. Por la mañana del mismo día, la flota turca situada en la bahía había sido destruida.
El 1 de juniojul./ 12 de junio de 1770greg. pasó a formar parte del escuadrón de D. N. Siniavin, enviado a bloquear el estrecho de los Dardanelos. Inicialmente, del 14 de juniojul./ 25 de junio de 1770greg. al 16 de juliojul./ 27 de julio de 1770greg., el escuadrón intentó entrar en el estrecho, pero la respuesta de las baterías costeras enemigas le obligó a tomar finalmente una posición frente a su entrada, desde donde mantuvo el bloqueo hasta diciembre de 1770. Desde diciembre de 1770 hasta abril de 1771, dirigió un destacamento que llevó a cabo operaciones de crucero frente a Patmos con el objetivo de bloquear la costa turca, mientras que en diciembre los barcos del destacamento destruyeron un navío de línea otomano de 66 cañones que encalló cerca de la isla de Stanchio. El 17 de abriljul./ 28 de abril de 1771greg., el Sarátov llegó a Nausa (Paros) y de julio a noviembre participó en viajes de crucero por las Islas del Egeo. Del 1 de noviembrejul./ 12 de noviembre de 1771greg. al 11 de noviembrejul./ 22 de noviembre de 1771greg. participó en el bombardeo de la fortaleza de Mitilene, proporcionando apoyo de artillería a la fuerza de desembarco que asaltó la fortaleza, y en la destrucción de dos barcos otomanos y una galera estacionadas allí. 
Desde diciembre de 1771 hasta noviembre de 1772 siguiente, viajó a Malta para realizar reparaciones. Desde enero de 1773 hasta febrero de 1774 participó nuevamente en viajes de crucero y desembarcos, entre julio y agosto también participó en el bombardeo de la fortaleza de Bodrum y la de Stanchio. En agosto del mismo año navegó hacia el estrecho de los Dardanelos como parte de un destacamento.
El 16 de diciembrejul./ 27 de diciembre de 1774greg. fue incluido en el escuadrón del contraalmirante C. M. Bazbal, como parte del cual partió a Rusia. Habiendo seguido la ruta Malta-Portoferraio-Livorno-Gibraltar-Portsmouth-Copenhague-Reval, a donde llegó el 19 de agostojul./ 30 de agosto de 1775greg.. El escuadrón llegó a Kronstadt el 7 de juliojul./ 18 de julio de 1776greg., donde fue sometido a la revisión general de los barcos pertenecientes a los escuadrones participantes en las expediciones al Egeo. Ese mismo año participó en los ejercicios de la flota en Krásnaya Gorka. Después de 1776, el barco Sarátov no se hizo a la mar, sino que se quedó anclado en el puerto de Kronstadt, donde en 1786 fue desmantelado.

## Comandantes del navío
Los comandantes del acorazado de vela Sarátov en diferentes momentos fueron los siguientes:
- Capitán de 1er rango Piotr Fedorovich Beshenov (1765, 1768 y 1769)[4]
- Capitán-brigadier Iván Yákovlevich Barsh (26 de mayojul./ 6 de junio de 1770greg.-29 de juliojul./ 9 de agosto de 1770greg.)[5]
- Capitán 2º rango F. P. Bulgákov (1771-1776)[4]
- Capitán-teniente Vasili Ivánovich Glebov (1778  o 1779) [6][7]
- Capitán 2do rango Evstafi Stepánovich Odintsov (1779)[4]